# Хай-хэт

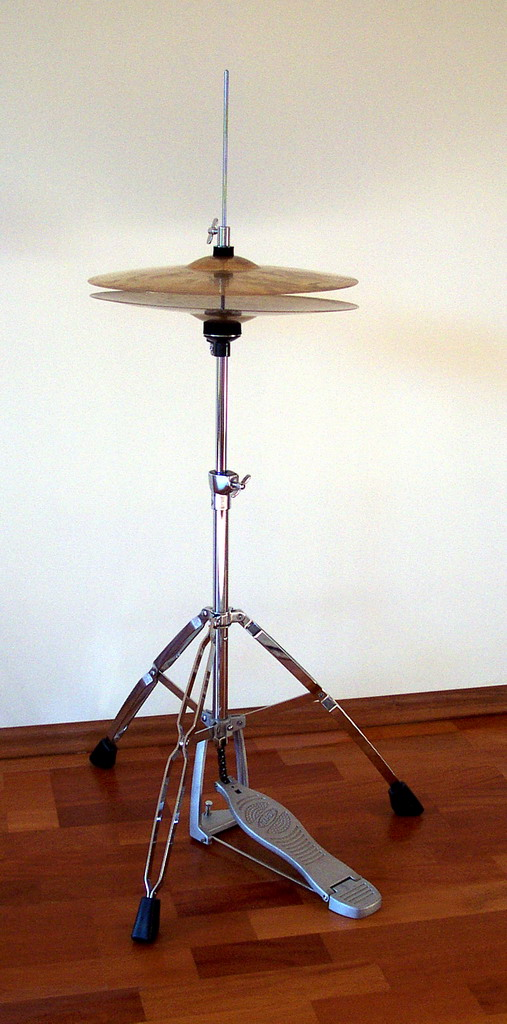
Хай-хэт

Хай-хэт (от англ. hi-hat — высокая шляпа), чарльстон — педальная тарелка, используемая в составе ударной установки. Изобретена ударником Виком Бертоном и сконструирована Кайзером Маршалом во 2-й половине 1920-х годов.
Хай-хэт состоит из двух тарелок, верхней (top) и нижней (bottom). Эти тарелки легко различить, даже если стерлось название. Верхняя тарелка легче, тоньше и звук более высокий. Тарелки в собранном виде направлены дном друг к другу. Нижняя тарелка просто переворачивается и насаживается на стержень. Верхняя тарелка держится иначе, а именно зажимается специальным барабанным «замком», который надевается на стержень и зажимается на нем, как бы вися в воздухе. Благодаря этому при нажатии педали тарелки соединяются, образуя звук. Стержень проходит через трубу стойки и крепится к педали, управляющей движением тарелок. При нажатии педали верхняя тарелка прижимается к нижней («закрытый хэт»). Когда педаль отпущена, тарелка возвращается к начальному положению («открытый хэт»). Сила, требуемая для нажатия педали и скорость движения регулируются пружиной.
На хай-хэте играют барабанными палочками, щётками, рутами. При этом педалью открывают и закрывают тарелки, тем самым изменяя звучание. Звук возникает и при ударе тарелок друг о друга.

## Вариации
- X-hat — хэт, зафиксированный в одном положении (открытый, закрытый, полуоткрытый). Используется, когда ноги заняты, например, на педалях бас-барабана.
- Triple hi-hat — хэт с 3 тарелками. При игре верхняя и нижняя двигаются одновременно, а средняя остаётся на месте.
- Электронный хай-хэт — устройство, имитирующее игру на настоящем хай-хэте. Изготовлен из пластика (резины) с вмонтированными датчиками.